# الف اکیتین
الف اکیتین (به فرانسوی: Elf Aquitaine) شرکت نفتی فرانسوی است، که در سال ۱۹۶۶ تأسیس شد و در سال ۲۰۰۰ در پی ادغام با شرکت توتال‌فینا برای تشکیل کمپانی توتال‌فیناالف منحل گردید.
شرکت جدید، در سال ۲۰۰۳ به توتال تغییر نام داد و هم‌اکنون یکی از بزرگترین شرکت‌های نفت و گاز جهان، به‌شمار می‌آید. برند الف، کماکان به‌عنوان یکی از نشان‌های تجاری شرکت توتال محسوب می‌شود.